# シェリー (ワイン)

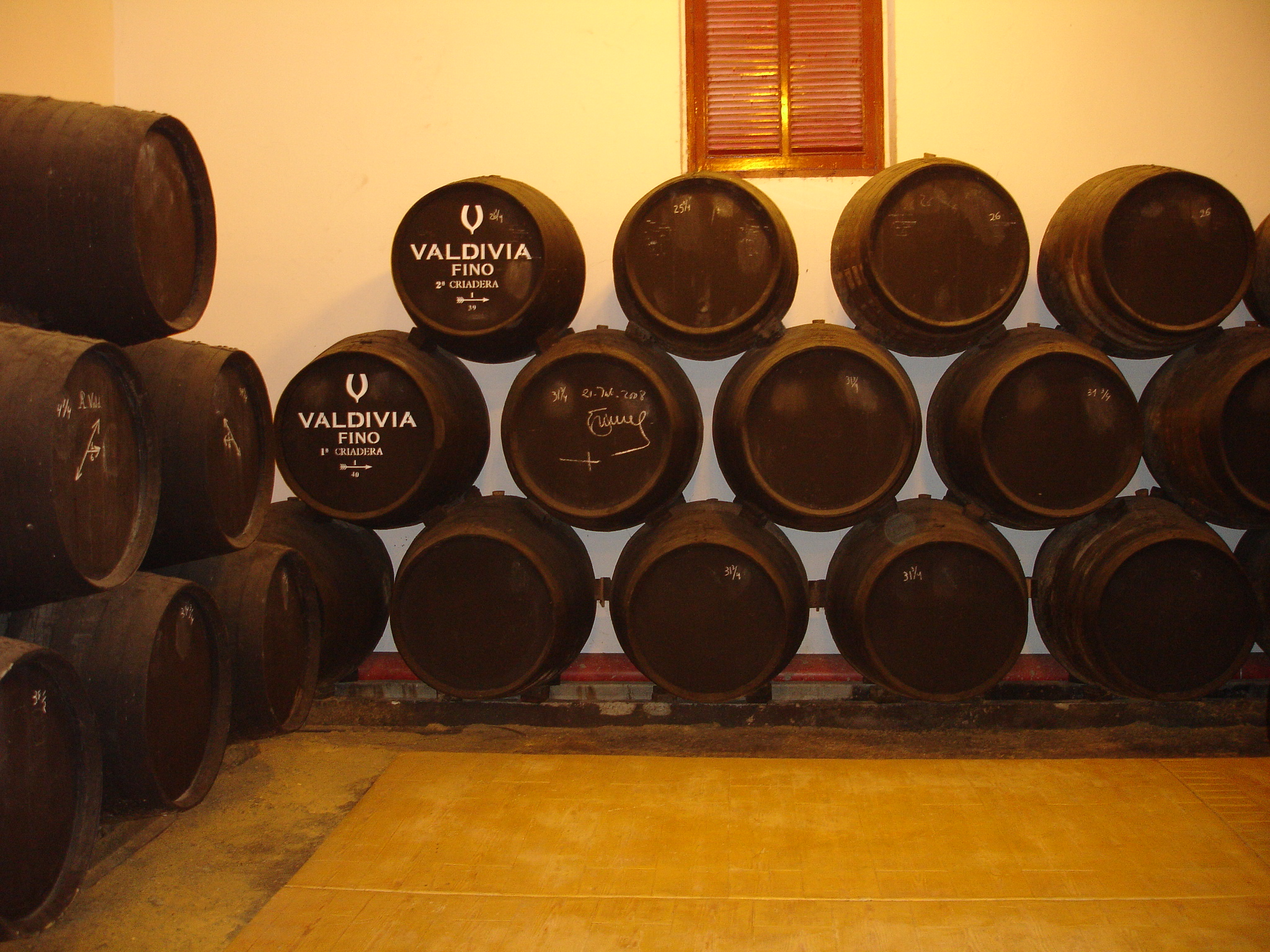
ソレラ熟成方式で熟成中の樽

シェリー（セリー、設利、設利酒、英: sherry）は、スペイン・アンダルシア州カディス県ヘレス・デ・ラ・フロンテーラとその周辺地域で生産される酒精強化ワイン。シェリーは英語名であり、スペイン語ではビノ・デ・ヘレス（スペイン語: Vino de Jerez: 発音: [ˈbino de xeˈɾeθ], ヘレスのワイン）と呼ばれる。ポートワイン（ポルトガル）、マデイラ・ワイン（ポルトガル）とともに、著名な酒精強化ワインのひとつである。原料は白ブドウのみが用いられ、蒸留酒やリキュールではなく、白ワインの一種である。スペインの原産地呼称制度であるデノミナシオン・デ・オリヘンでは「ヘレス＝ケレス＝シェリー」として「原産地呼称」(DO)に認定されている。
20種類以上の製法を持つ。60社以上のワイナリーがあり、ラベル数は1,000種類近くである。2001年には7,000万リットル強が生産され、スペイン国内で約20%（うち70%はアンダルシア州）が、スペイン国外で約80%が飲まれている。イギリスとオランダへの輸出量が多く、2001年には総輸出量のうち29%がイギリスに、27%がオランダに、12%がドイツに輸出された。日本には0.2-0.3%（15万-25万リットル）が輸出されている。

## 名称
紀元前にフェニキア人が現在のヘレス・デ・ラ・フロンテーラ付近に定住し、この地をヘラ(Xera)と称していた。中世にはアラブ人がこの地をシェリシュと称し、アルファベットを用いる国ではシェリシュはSherishと綴られた。アラブ人の支配時代からこの地のワインがイギリスに輸出されるようになったため、シェリシュから転訛した英語のシェリー(Sherry)がこの地のワイン名として定着した。一方、キリスト教徒のスペイン人にとってSherishのShの発音は困難だったため、ヘラから派生したXérèz（ヘレス）を用い、XérèzはやがてJerez（読みは同じヘレス）と表記されるようになった。フランス語ではXérèz（ケレス）と書き、原産地呼称産地名はスペイン語・フランス語・英語名を連続させた「ヘレス＝ケレス＝シェリー」である。

## 歴史

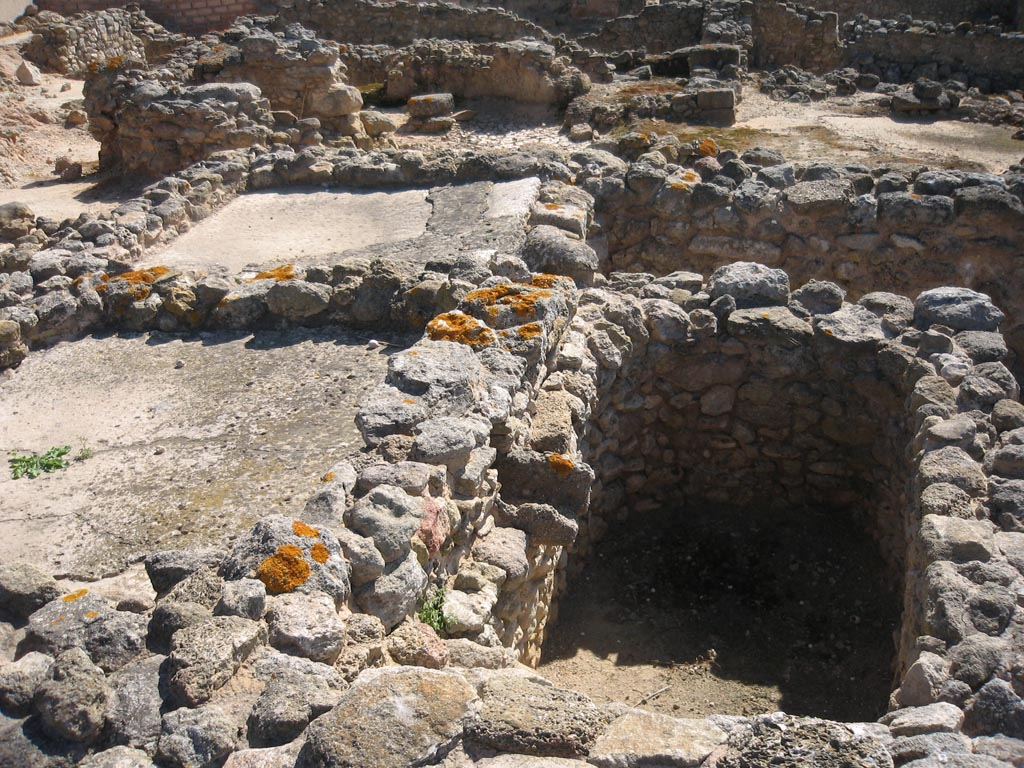
フェニキア人居住地のワイナリー跡（紀元前4-紀元前3世紀）

### フェニキア人・ローマ人・アラブ人支配下
紀元前1100年頃、フェニキア人がカディスにブドウ栽培とワイン生産をもたらし、その後ヘレスにも伝えられた。古代ローマ時代にはヘレス産ワインがローマに輸送されていたが、輸送中に傷まないように煮詰められ、樹脂などを加えたワインを水で割って飲まれていた。
8世紀初頭にはアラブ人がイベリア半島全土を制圧したため、イスラーム法で原則として飲酒を禁じるアラブ人の支配下で、ヘレスのワイン生産は停滞した。しかし、レーズン（干しブドウ）を作るためにブドウ栽培は続けられ、また他地域からアルコールを蒸留する技術が伝えられた。

### イングランドへの輸出拡大
1154年にヘンリー2世がイングランド王に即位してプランタジネット朝が成立し、妻であるアリエノール・ダキテーヌの相続地アキテーヌ公領で生産されたワインがイギリス貴族の間で飲まれるようになった。12世紀にはヘレスのワインもイングランドに輸出されていたとする説がある。1246年にはカスティーリャ王アルフォンソ10世がアラブ人からヘレスを奪還するとワイン生産が再興し、アルフォンソ10世はブドウ栽培やワイン生産を奨励した。13世紀以後には収穫年ごとのシェリーが作られるようになり、ヴィンテージの概念が確立した。しかし、アンダルシア地方はフランス以北の国々に比べると収穫年ごとのブドウの品質・量が安定していたため、良いヴィンテージの年を選りすぐる発想は強くはなかった。
1338年にイングランドとフランスの間で百年戦争が勃発し、フランスからイングランドへの輸出が困難になると、イングランド人はキリスト教徒がアラブ人から奪還していたイベリア半島のヘレスに注目した。14世紀前半のエドワード3世の時代にヘレス産ワインがイングランドに輸出されるようになったとされており、ヘレスのワイン産業はイングランドへの輸出を通じて発展した。1431年から1489年にはカスティーリャ産ワインの輸出に制限が加えられたが、イングランドにとっての代替地であったマデイラ諸島産ワインの生産量は多くなかったため、ヘレス産ワインの輸出解禁が待ちわびられた。
1458年にはヘンリー7世が航海条例を制定し、イングランドに輸入されるワインの運搬がイングランド船籍のみに許されることとなった。この条例によっていくつかの産物は現地語ではなく英語の名称に変更され、16世紀にはヘレス産ワインが「サック」と呼ばれるようになった。「サック」という名称はウィリアム・シェイクスピアの作品中にも登場する。本来の呼び名であるSherishはまずSherriesに、やがてSherryと表記されるようになり、「サック」、「シェリー」、「シェリー・サック」という幾通りもの呼び名が混在した。
15世紀末に新大陸が発見されてからは、ヘレス産ワインが新大陸にも盛んに輸出された。また、フェルディナンド・マゼランはヘレス産ワインを買い込んで世界周航に旅立ったため、初めて世界一周を果たしたワインはヘレス産ワインであるとされている。
ヘンリー8世はアルカラ・デ・エナーレス出身のキャサリンを王妃としていたが、キャサリンと縁を切ってローマ・カトリック教会からイングランド国教会を分離したため、スペイン側はスペインに住むイングランド人ワイン商人を異端者扱いし、宗教裁判や投獄・火刑などの報復を行った。キャサリンの娘メアリーがフェリペ2世と結婚して和平が回復されたが、1588年のアルマダの海戦ではイングランドのフランシス・ドレークがスペイン無敵艦隊を破り、強奪した2,900樽のヘレス産ワインがイングランドに持ち帰られた。このヘレス産ワインはイングランドの社交界で人気を得て、徐々にシェリーという名称が定着していった。
ヘレス産ワインがもっとも人気を誇っていたのは16世紀後半から17世紀前半、エリザベス朝からジェームズ1世の治世である。初めてメーカー名やブランド名が登場したのは17世紀のことであり、J・M・リベロ社の前身である「CZ」が1653年の記録に残っている。その後も輸入産物の英語化は進行し、17世紀末から18世紀初頭にはシェリーという呼び名が定着した。
スティル・ワインと酒精強化ワインを分けることなく、ヘレス産ワインはすべてビノ・デ・ヘレス（ヘレスのワイン）と呼ばれるため、シェリー固有の特徴である酒精強化がいつ頃から始まったのかは定かでない。アラブ人がアルコールを蒸留する技術を伝えた8世紀以降であるとする説、ジェフリー・チョーサーが「ヘレス地域のワインは普通のワインよりもアルコール度数が高い」と書いた14世紀頃であるとする説、シェイクスピアがシェリーは「頭にのぼる」「体を熱くする」と書いた1600年頃であるとする説などがあるが、18世紀以前であるのは間違いないとされている。
18世紀初頭のスペイン継承戦争（1701年-1719年）勃発後にはポルトガルがイングランドとメスエン条約を結び、イングランドでポート・ワインやマデイラ・ワインが流行の兆しを見せた。ヘレス産ワインは不利な状況に立たされたが、毎年約8,000トンが出荷され、1728年頃までは出荷量が年あたり40トンずつ増加した。1738年には約9,500トンの需要があったが、1739年には英西戦争が勃発して輸出量が1/3にまで減り、さらにオーストリア継承戦争（1741年-1748年）では輸出量がその半分にまで落ち込んだ。1748年の戦争終結後には需要が回復に向かったが、1750年代から1780年代後半のヘレス産ワインの需要は1738年の1/3程度の3,000トンから3,500トンで推移した。
17世紀から18世紀には国外からも多くの業者がシェリーの生産や販売に関わるようになった。需要の増加によって、別産地のワインがヘレス産ワインとして売られるようになったため、18世紀には同業者組合が発足して価格や規則の統制に当たった。しかし、この同業者組合は公平さを欠いた取り組みを行い、多くの業者は他産地に移っていった。シェリーの輸出量は激減し、同業者組合に対する訴訟なども行われたため、この同業者組合は1834年に解散した。18世紀末から19世紀には、スイス人のペドロ・ドメック（ドメック社）、フランス人のオーリー、アイルランド人のパトリック・ガルベイ（ガルベイ社）、カディスの貿易商ゴンサレス・アンヘルなどが活躍している。
酒精強化ワインの例

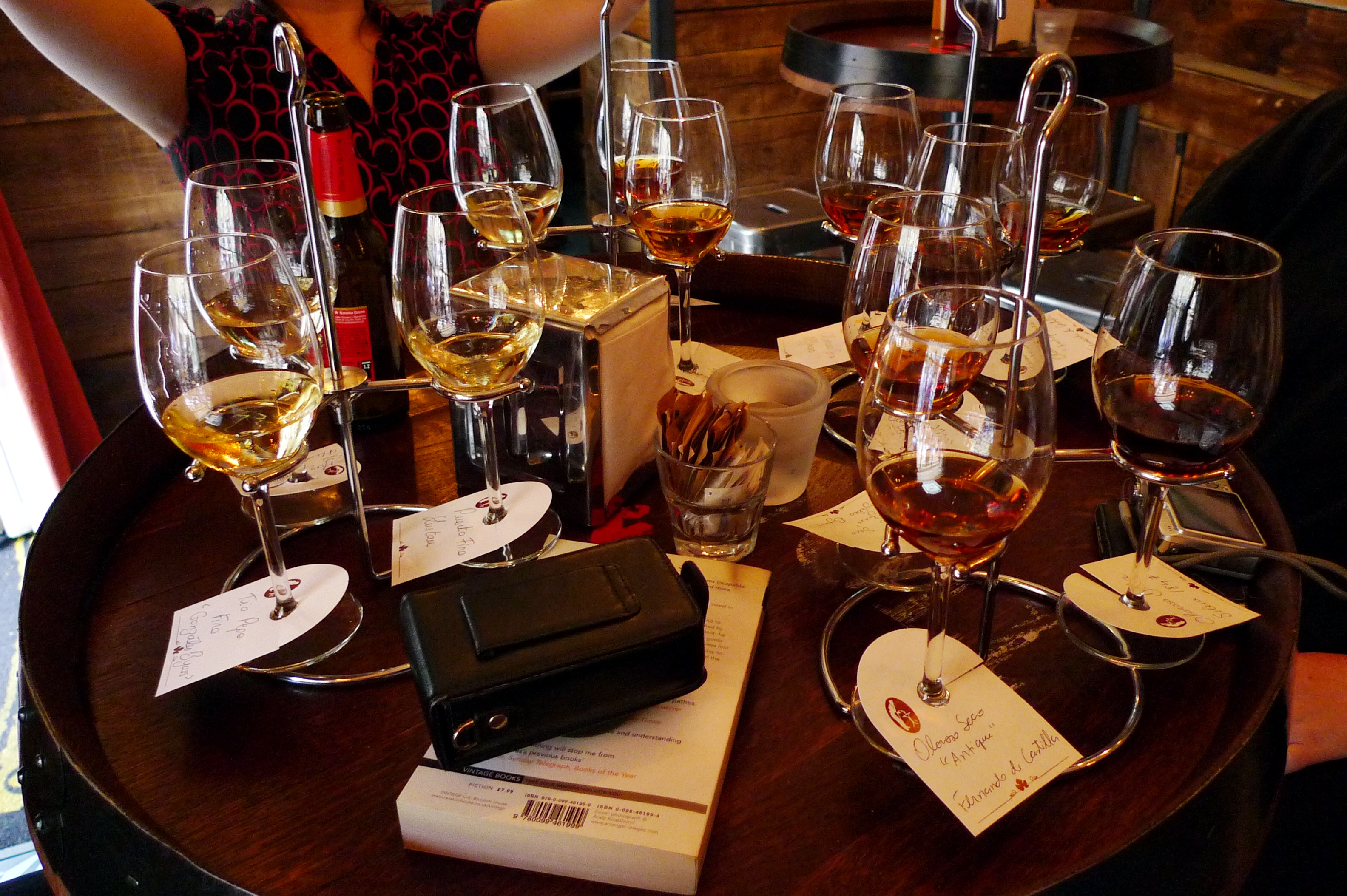
シェリー
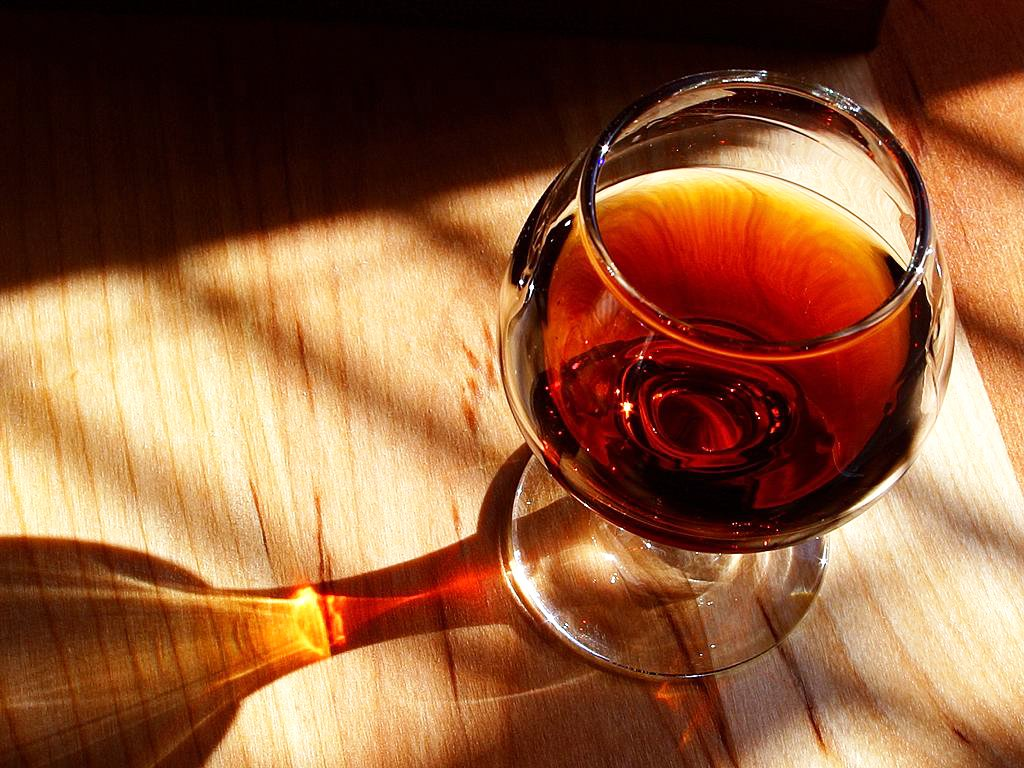
ポート・ワイン
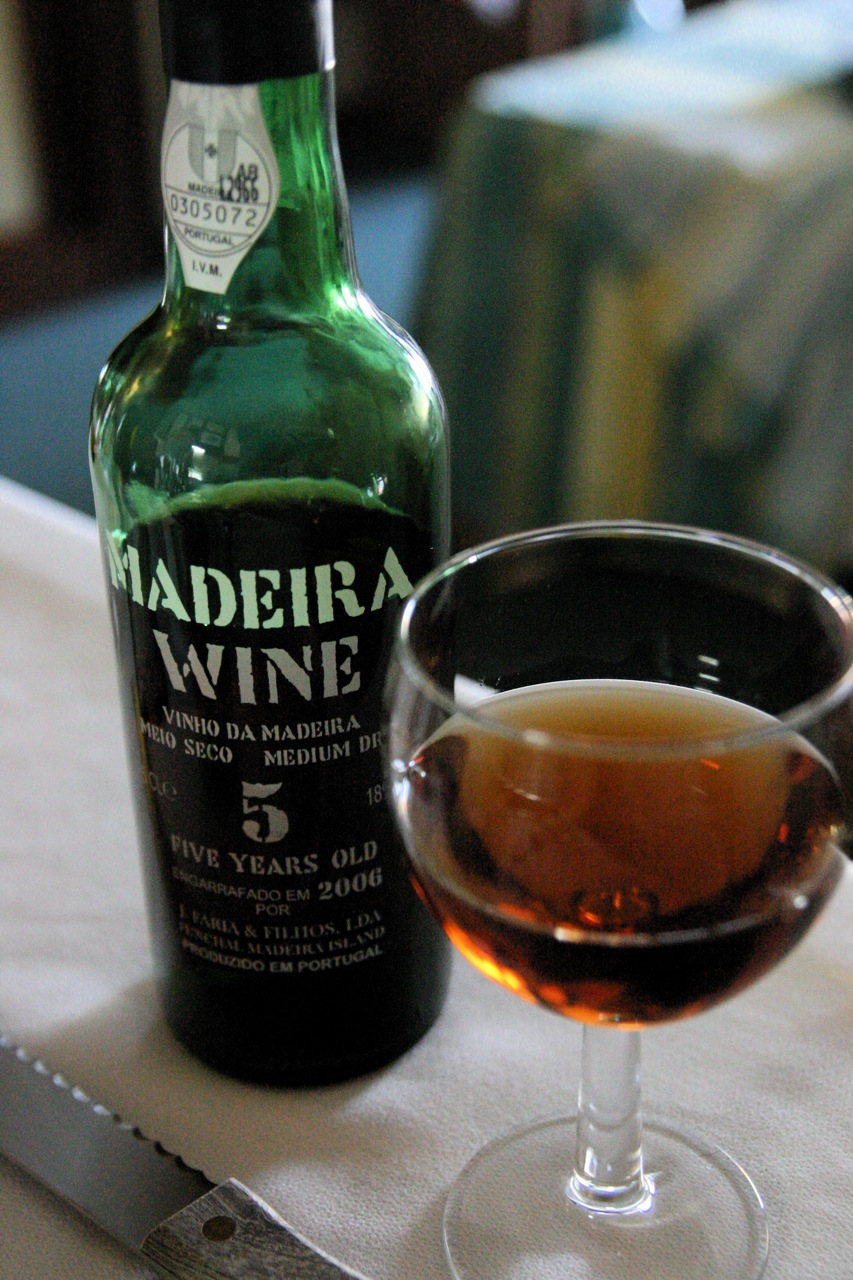
マデイラ・ワイン

### ソレラの成立と三大病虫害
19世紀半ばにはソレラ熟成システムと呼ばれるシェリー独特の熟成方法が生まれた。この方法は、複数の収穫年に作られたシェリーをブレンドして均一の味を保つ熟成方法であり、スペイン産や南アフリカ産のブランデー、一部のラムやウイスキーにも用いられている。19世紀末にはうどんこ病、フィロキセラ、べと病の三大病虫害がヨーロッパ全土のブドウ産地を襲った。ヘレスもこれらの病虫害の被害に遭ったが、到来が他地域よりも遅く、対処法が判明していたため、比較的回復は早かった。1891年には原産地呼称保護に関するマドリード協定が結ばれたが、酒類ではコニャック、シャンパーニュ、ポート・ワインなどと並んでシェリーもこの協定の対象となった。

### 原産地呼称認定後
1932年には原産地呼称制度であるデノミナシオン・デ・オリヘン(DO)制度が導入され、ヘレスとマラガはワイン産地としては他に先立って認定された。ブドウ栽培地域（ヘレス、プエルト、サンルーカルを中心とする地域の認定された畑）、ブドウ品種（すべて白ブドウであり、3品種のいずれか）、熟成条件（それら熟成システムを用いてオーク樽で3年以上熟成）、熟成場所（ヘレス、プエルト、サンルーカルの3都市内にあるワイナリーで熟成）の4点などが定められており、条件を満たさない場合はシェリーとして販売することができない。この制度の制定によって、国際商標協会の加盟国は「シェリー」という名を使用することができなくなった。
イギリスはシェリーを樽で輸入してイギリス国内でブレンドを行ってきた歴史があり、EU法による原産地呼称制度導入後も「シェリー」という呼称の使用認可を求めていたが、1996年以後はイギリス産酒精強化ワイン(British fortified Wine)という呼称を用いている。EU外では「シェリー」という名称の使用を禁じることが困難であり、国際商標協会非加盟国では「シェリー」という呼称を用いていることもある。オーストラリア、ニュージーランド、南アフリカ、アメリカなど、かつてイギリスの植民地だった土地では「シェリー」と称したワインを生産している場合がある。

## 品種

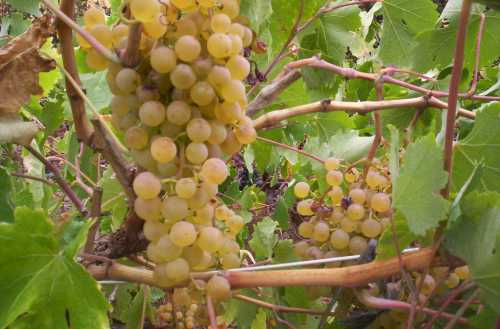
シェリーの主品種であるパロミノ種

シェリーに使用されるブドウは白ブドウのみであり、シェリー用として3種のブドウが認定されている。栽培面積ではパロミノ種が90%を、ペドロ・ヒメネス種が9%を、モスカテル種が1%を占めている。
- パロミノ種(Palomino) [8]
  - レコンキスタで活躍し、褒美として授けられた畑でブドウ栽培を始めた兵士の名前に由来する。スペインのパロミノ種の48%はカディス県で栽培され、ほかにはカナリア諸島、ガリシア州などで栽培されている。ヘレス (DO)のブドウ栽培面積の95%を占め、辛口シェリーはパロミノ種のみで生産される[21]。特徴的な香りや味はほとんどなく、生食用としても用いられている[21]。

- ペドロ・ヒメネス種(Pedro Ximénez) [8]
  - カール5世に仕えたドイツ人傭兵の名前に由来する。16世紀にアンダルシア地方に伝わり、主にアンダルシア州で栽培されているほか、カナリア諸島、ムルシア州、バレンシア州などでも栽培されている。極甘口のシェリー専用である[21]。

- モスカテル種(Moscatel) [8]
  - ラテン語の「小さな虫」に由来する。栽培地域はペドロ・ヒメネス種に似通っており、アンダルシア州で栽培されているほか、カナリア諸島、ムルシア州、バレンシア州、ポルトガル、南フランスなどでも栽培されている。生食用やレーズン（干しブドウ）用としても使用される[21]。シェリー用としてはサンルーカル・デ・バラメダの南にあるチピオナで生産されている[4]。レモンティーのような香りを持つとされ、極甘口のシェリー専用である[21]。

## 区分
土壌、品種、アルコール度数、味わい、醸造方法などによっていくつかの区分に分けられる。ヘレス産地の3都市は大西洋からの距離や気候などがわずかに異なっており、「プエルトのフィノ、サンルーカルのマンサニーリャ、ヘレスのオロロソ」といわれる。
日本でシェリーは食前酒として飲まれることが多く、フィノなどの辛口が圧倒的に多い。夏季に酷暑となるスペインでも辛口の人気が高く、マンサニーリャとフィノを合わせると消費量の84%に上る。しかし、寒冷なイギリスや北ヨーロッパ諸国では甘口の人気が高く、輸出量が多い順にフィノ（辛口）、ミディアム（甘口）、クリーム（甘口）、ペイル・クリーム（甘口）となる。
食前酒としてはアルコール度数が比較的低いフィノが、食中酒としてはアモンティリャードが、食後酒としてはアルコール度数の高いオロロソが適しているとされる。辛口のシェリーは冷やして提供されるが、甘口のシェリーは室温または少し冷やす程度がよいとされる。

### 辛口
フィノ
規定アルコール度数は15-18%。熟成期間は一般的には3-4年だが、5-6年熟成させたものもある。1823年にガルベイ社の「サン・パトリシオ」が輸出されたのがフィノの先駆けであり、1850年代以降にイギリスで起こった辛口ワインブーム、他国での害虫フィロキセラの蔓延、1861年にイギリスが掲げたライト・ワイン政策などによって、ヴィクトリア朝を代表するワインとなった。ゴンサレス・ビアス社の「ティオ・ペペ」は辛口シェリーの代名詞的存在である。一般的に黄みがかった麦わら色と表現される。
マンサニージャ（マンサニーリャ）
製造方法はフィノと同じだが、サンルーカルで熟成されたものだけはマンサニージャと呼ばれる。規定アルコール度数は15-19%。3-10年程度の熟成期間が標準である。1781年にはすでにマンサニーリャという名称が登場していた。サンルーカルは内陸部のヘレスよりもグアダルキビール川の河口に近く、ワイナリーの温度や湿度が安定しているほか、イースト香や潮の香りがあるとされる。色合いはフィノよりも淡く、全体的に軽やかでデリケートであるとされる。
アモンティリャード（アモンティジャード）
琥珀色で柔らかな辛口。フィノとオロロソの中間であるとされ、フィノの熟成タイプとも呼ばれる。規定アルコール度数は16-22%であり、熟成期間が長いほどアルコール度数も高い。大部分がスペイン以外の国で消費されている。1987年のデンマーク映画「バベットの晩餐会」では、主人公の女性料理人が食中酒としてアモンティリャードを供し、フランス駐在経験のあった将軍がその上品な味わいに唸るシーンがある。
オロロソ
規定アルコール度数は17-22%。フロールなしで酸化熟成しているために色合いが濃く、ブランデーやアメリカンコーヒーに近い。香り豊かで味わいはまろやかであり、コクや力強さが感じられる。内陸部にあるヘレスは酸化熟成に向いているとされる。
パロ・コルタド
規定アルコール度数は17-22%。「酸化熟成させたシェリーの中でもとくに微妙な個性を持つもの」はパロ・コルタドと呼ばれる。オロロソのコク、アモンティリャードの香りを持つとされるが、人工的に作ることはできない。

### 極甘口
ペドロ・ヒメネス
ペドロ・ヒメネス種単独で生産される。凝縮された甘さと濃い色合いが特徴であり、色合いはブレンドコーヒーやエスプレッソに近い。甘みと酸味のバランスが取れており、アルコール飲料を飲んでいる感じがしないとされる。規定アルコール度数は15-22%。
モスカテル
モスカテル種単独で生産される。ペドロ・ヒメネスよりも色合いが淡く、粘度は低めである。規定アルコール度数は15-22%。ボトルワインの生産量は少なく、酒造店で量り売りされたり、バルで提供されることが多い。

### 甘口
辛口と極甘口をブレンドしたものが甘口である。特にイギリスで人気があり、ブレンドする辛口/極甘口の種類によって、ドライ、ミディアム、ペイル・クリーム、クリームなど、様々なタイプに分けることができる。

### ヴィンテージ・シェリー
シェリーはソレラ熟成システムと呼ばれるシェリー独特の熟成方法を用いるため、一般的には様々な年度のシェリーをブレンドしたものが出荷される。単一醸造年度のワインを樽熟成させたヴィンテージ・シェリーは少なく、商品として販売しているのはゴンサレス・ビアス社、ウィリアムズ&ハンバート社、ガルベイ社の3社のみである。

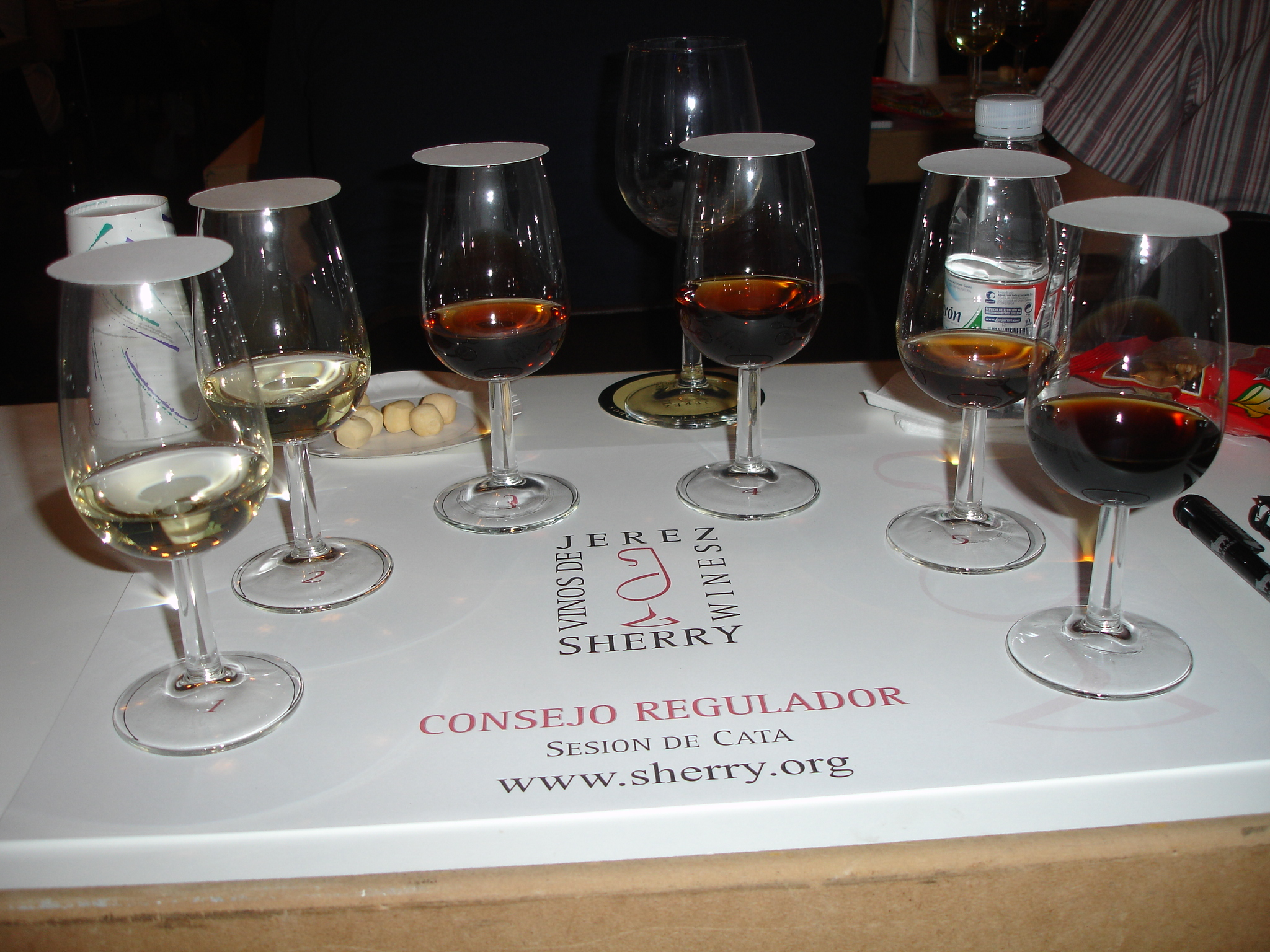
様々なタイプのシェリー
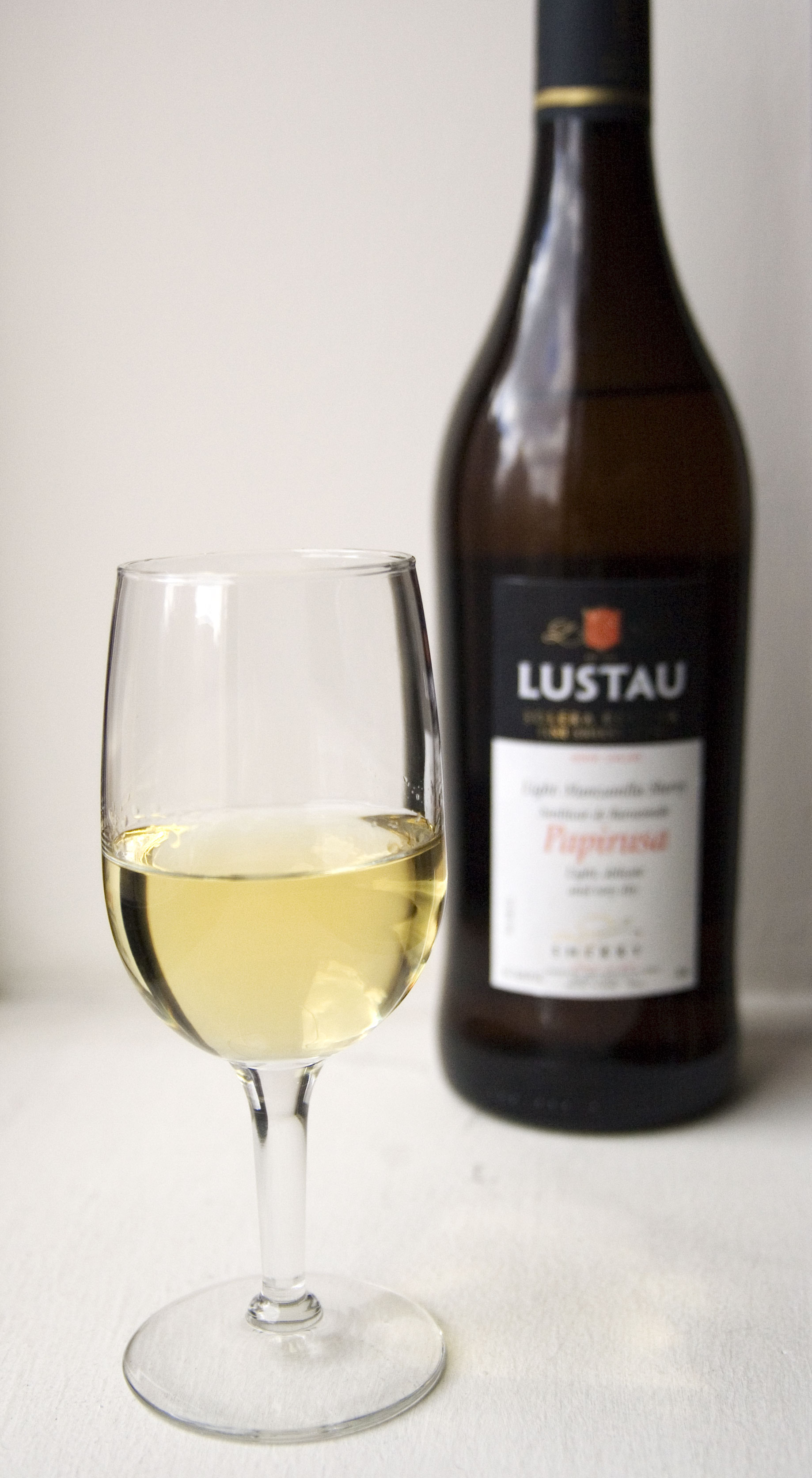
マンサニーリャ（辛口）
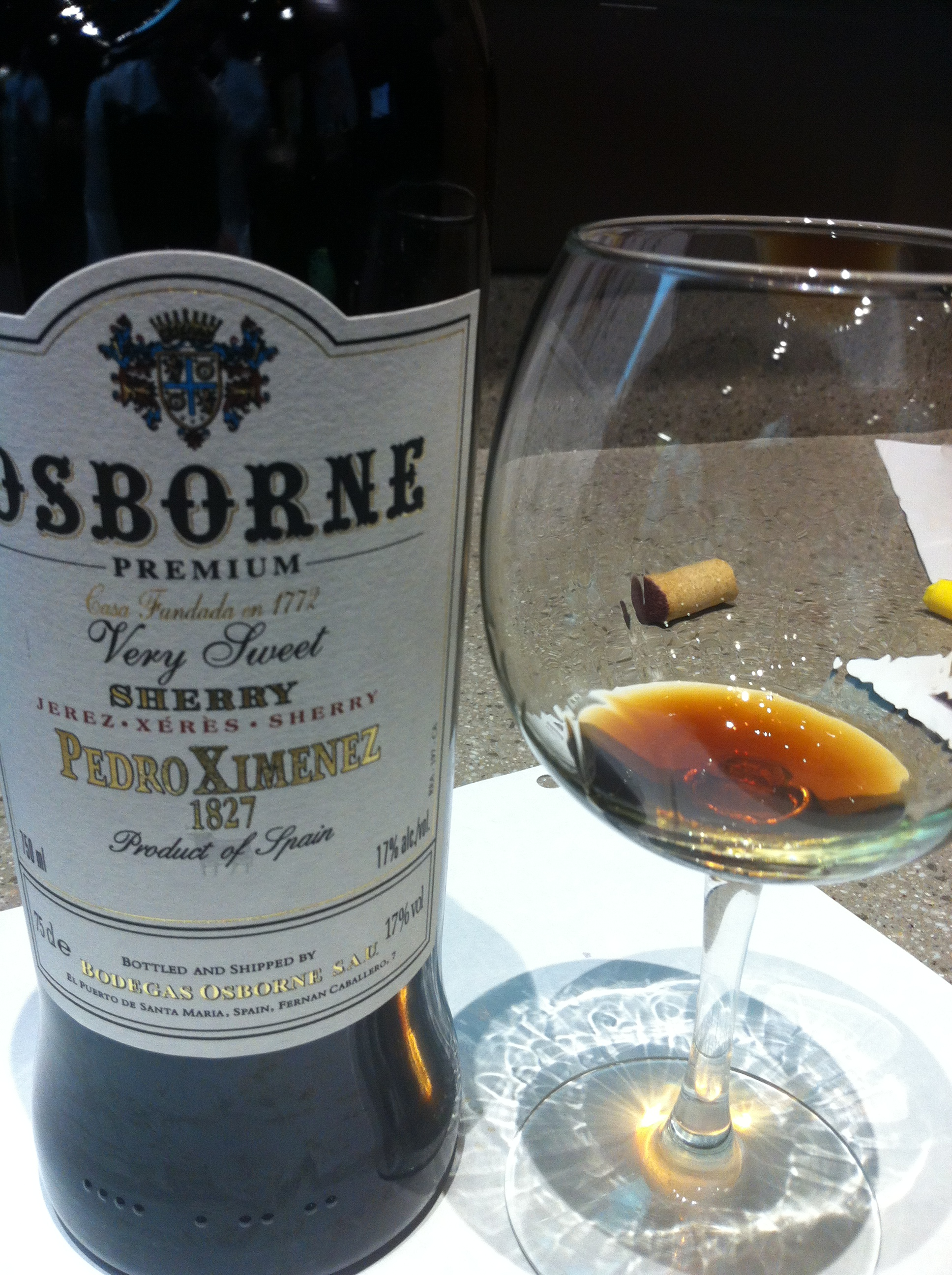
ペドロ・ヒメネス（極甘口）
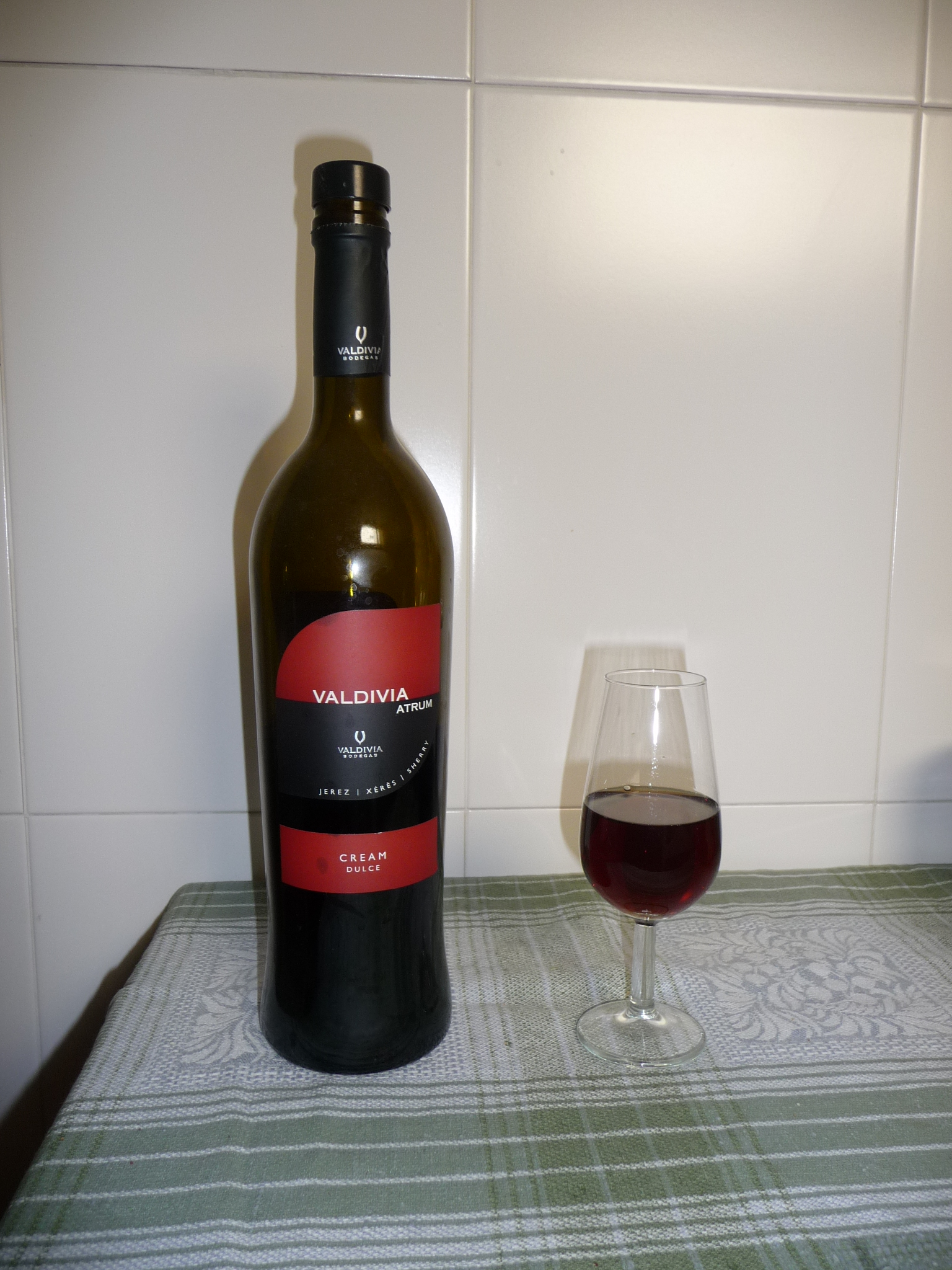
クリーム（甘口）

## 生産方法

### ブドウ栽培

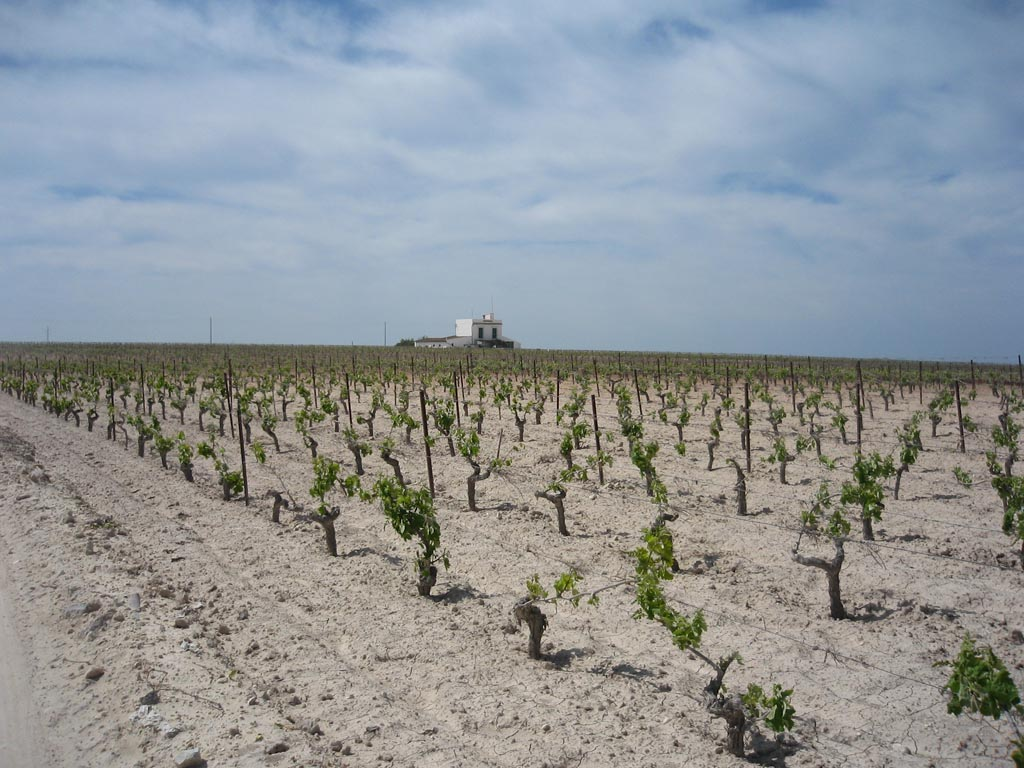
白い石灰質が特徴のブドウ畑

1932年以来、シェリーの産地は原産地呼称制度で厳密に定められている。スペインのアンダルシア州カディス県、ヘレス・デ・ラ・フロンテーラ、サンルーカル・デ・バラメダ、エル・プエルト・デ・サンタ・マリアで構成される「シェリーの三角地帯」がシェリーの産地である。
ヘレスは3地域の中でもっとも生産量の多い地域であり、シェリーの原産地呼称統制委員会がある。サンルーカルはDOに認定されているマンサニージャ・サンクラル・デ・バラメーダの産地でもある。プエルトは3地域の中でもっともワイナリーが少ないが、オズボーン社やルイス・カバジェロ社などの大手ワイナリーがある。
シェリー用のブドウを栽培する土壌には特に3種類に分類されており、「アリバリサ」が3種類の土壌の中で最高とされている。アリバリサは硫酸カルシウムやシリカを多く含んだ白っぽい土壌であり、地質的にはコニャック、シャンパーニュ、シャブリなどに似ているとされる。アリバリサは水分がバランスよくブドウの樹に供給され、酵母の働きを阻害する鉄分などの無機質が少ない。シェリーのワイナリーにはアリバリサ土壌の多いヘレス・スペリオールで栽培されたブドウを60%以上使用しなければならない。
「バッロ」は硫酸カルシウムの割合がアリバリサよりも低く、鉄分が多く含まれるため、灰色や赤茶色をしている。アリバリサよりも収量が多く、酸化熟成を目的としたシェリーに向いている。「アレナ」は砂質が70%を占める土壌である。硫酸カルシウムは3種類の土壌の中でもっとも少なく、酸化鉄が多く含まれるため、黄土色をしている。モスカテル種に向いており、メロンやトマトなども栽培されている。

### ワイン生産
辛口の生産方法

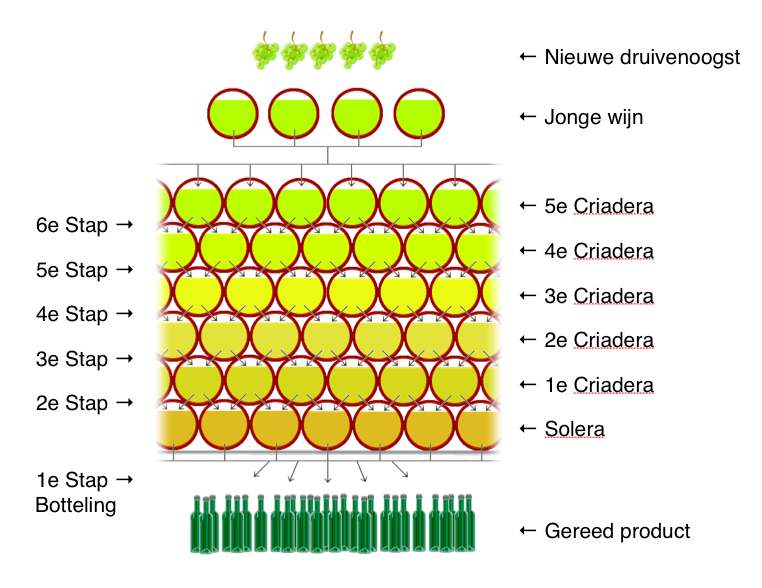
ソレラ熟成システムの模式図

ヘレス (DO)では9月上旬頃にブドウの収穫が行われ、そのほとんどは機械収穫ではなく手摘みで行われる。除梗破砕機で果梗（房の木質部分）を取り除き、果実をプレス機に移して果汁を絞る。かつてはラガールと呼ばれる木桶の中で足踏みをして果汁を搾っており、現在でも秋祭りなどでは儀式として人力での果汁絞りが行われる。
その後、主にステンレスタンクで1か月程度の発酵を行い、糖分がアルコールに変わってアルコール度数11-12%程度の辛口白ワインができる。同じく酒精強化ワインであるポート・ワインやマデイラ・ワインは発酵中にブランデーを足して酒精強化を行うが、極甘口シェリー以外はこのようなことをしない。
11月頃までそのまま保管され、ワインの表面にフロールと呼ばれる産膜酵母が浮き上がる。スティルワインであれば産膜酵母の発生した場合は失敗とみなされるが、スペイン語で「花」を意味するこのフロールがシェリー独特の味わいをもたらす。澱を除いてから酒精強化を行い、フィノは15%まで、オロロソは17%までアルコール度数が引き上げられる。
550-600リットルの大型のアメリカン・オーク樽の中で熟成に入り、ソレラ熟成システムと呼ばれる手法で古いシェリーと新しいシェリーをブレンドしながら熟成が行われる。このソレラ熟成システムによって、毎年安定した品質のシェリーを出荷することができ、またシェリーには一般的にヴィンテージや熟成年数の概念が存在しない。
熟成中のフィノには常にフロールの膜が張っているが、アルコール度数の高いオロロソのフロールは立ち消え、ワインが酸素に触れることで酸化熟成が行われる。白ワインながら水色が琥珀色に変化し、香りは豊かになる。それぞれのシェリーは最低3年間熟成された後、清澄処理・冷却処理・フィルタリングなどが行われ、ボトル詰めが行われて出荷される。
極甘口・甘口の生産方法
極甘口シェリーを作る際には、収穫したブドウを天日干しして甘みを凝縮させる。また、発酵の途中で酒精強化を行うため、糖分の一部がアルコールに変化しない状態で甘みとして残る。その後はソレラ熟成システムで酸化熟成させる。辛口シェリーと極甘口シェリーをブレンドさせたものが甘口シェリーである。

## 生産者

### ヘレス・デ・ラ・フロンテーラ
- ゴンサレス・ビアス社
  - 辛口シェリーの代名詞的存在である「ティオ・ペペ」を生産。「ティオ・ペペ」は吉田茂（政治家）や松田優作（俳優）が愛飲していたことで知られる[35]。ゴンサレス・ビアス社のワイナリーに保管されているシェリー樽には、ウィンストン・チャーチル（イギリス首相）[36]、フアン・カルロス1世（スペイン国王）、アイルトン・セナ（F1ドライバー）、皇太子徳仁親王（日本国皇太子）、パコ・デ・ルシア（ギタリスト）など、各界の著名人が訪問した際にサインを残している。
- ドメック社
  - スイス人のペドロ・ドメックによって設立される。シェリー・ブランデーの「フンダドール」はアーネスト・ヘミングウェイが好んだことで知られ、処女長編小説『日はまた昇る』にはフンダドールが実名で登場する[35]。
- ハーベイ社
  - 甘口シェリーの定番である「ブリストル・クリーム」で知られ、イギリスではクリスマスの食卓に必ず並ぶとさえ言われる[35]。食後酒・寝酒としても親しまれている[35]。
- クロフト社
  - 17世紀からポート・ワインを生産していたが、1970年にシェリーに参入し、ペイル・クリームの「クロフト・オリジナル」ではイギリスを中心として人気を得ている[35]。
- エミリオ・イダルゴ社
  - 生産量の約9割がスペイン国外に輸出されるため、スペインよりもデンマークやオランダでその名を知られている[35]。
- ガルベイ（ガルヴェー）社
  - アイルランド人のパトリック・ガルベイによって設立される。
- エミリオ・ルスタウ社
- ホセ・エステベス社
- バルデスピーノ社
- フェデリコ・パテルニーナ社
- サンチェス・ロマテ・エルマノス社
- サンデマン社

### エル・プエルト・デ・サンタ・マリア
- オズボーン（オスボルネ）社
  - 「フィノ・キンタ」はエル・プエルトを代表するフィノであるとされ、オズボーンの雄牛が描かれた赤いラベルが特徴である[35]。
- ディオス・バコ社

### サンルーカル・デ・バラメダ
- ウィリアムズ&ハンバート社
- バルバディージョ社
- デルガド・スレタ社
- ビニコラ・イダルゴ社

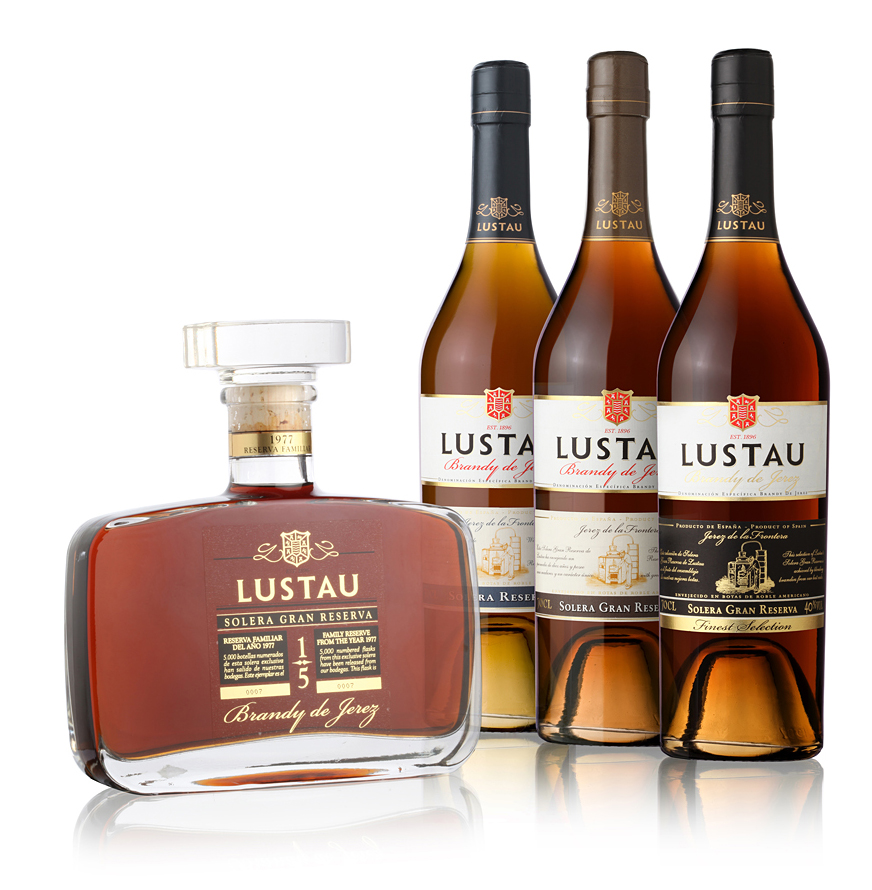
エミリオ・ルスタウ社のブランデー
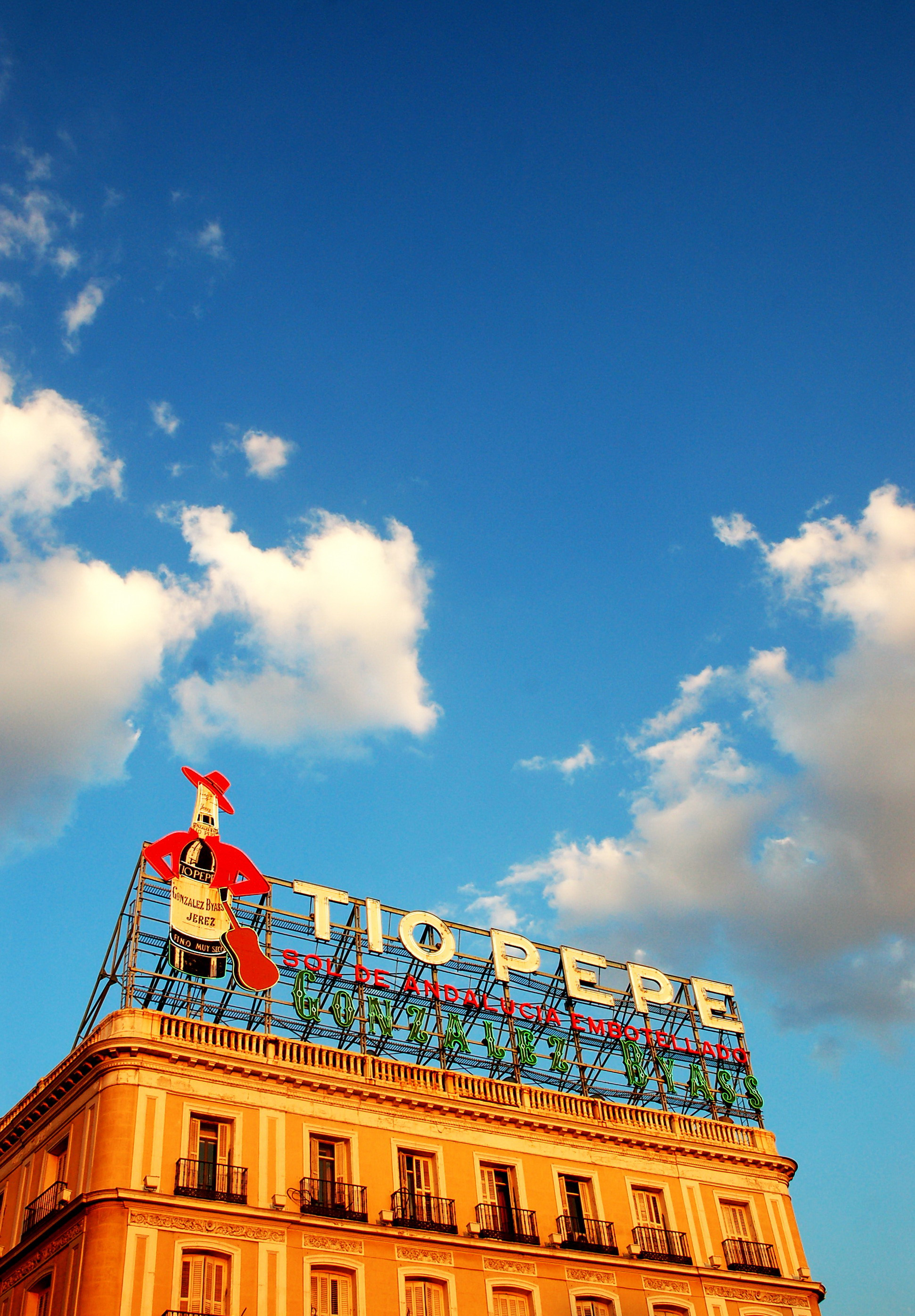
マドリードのプエルタ・デル・ソル広場にあるゴンサレス・ビアス社の「ティオ・ペペ」の看板
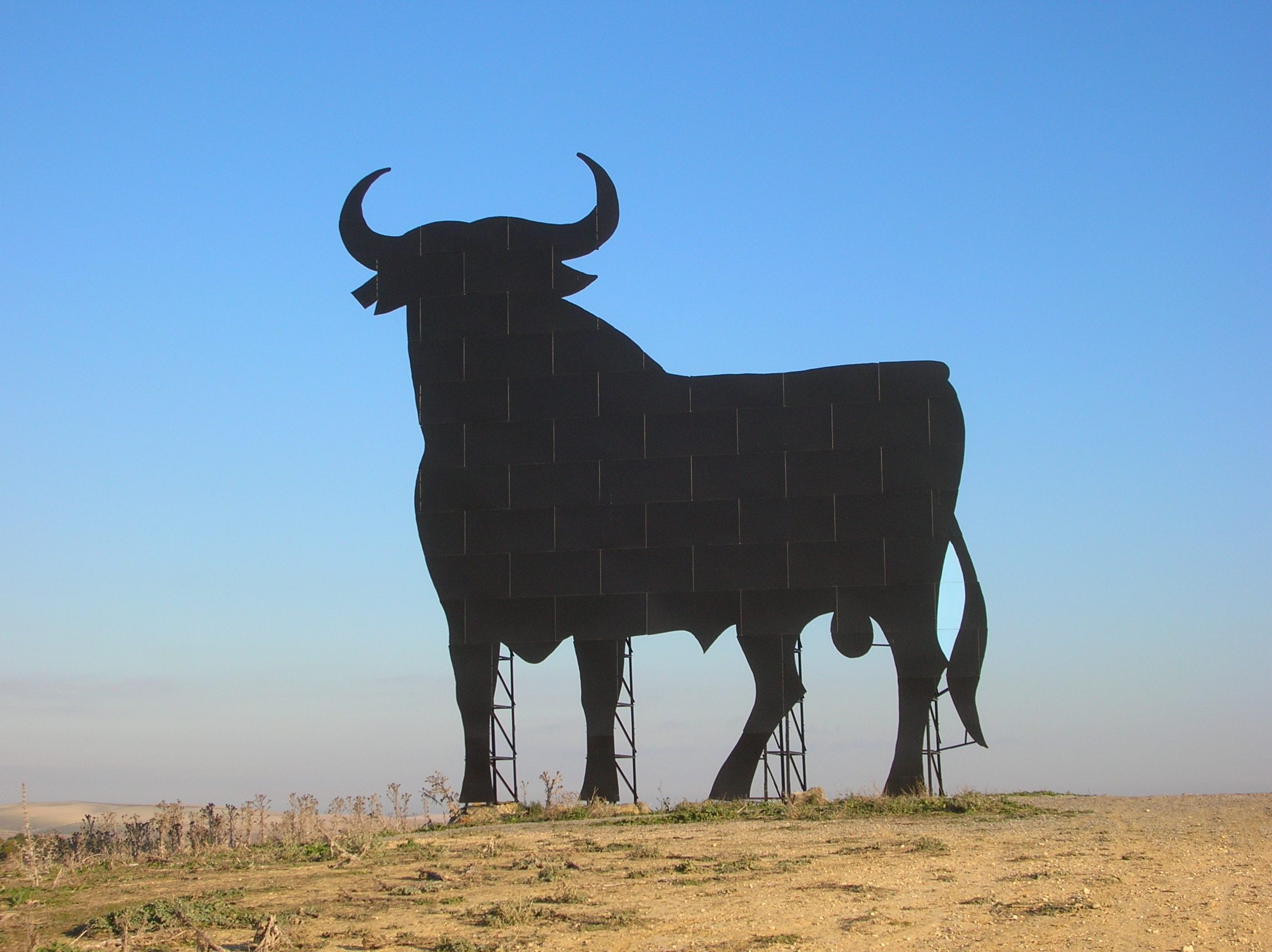
オズボーン社によるオズボーンの雄牛の看板
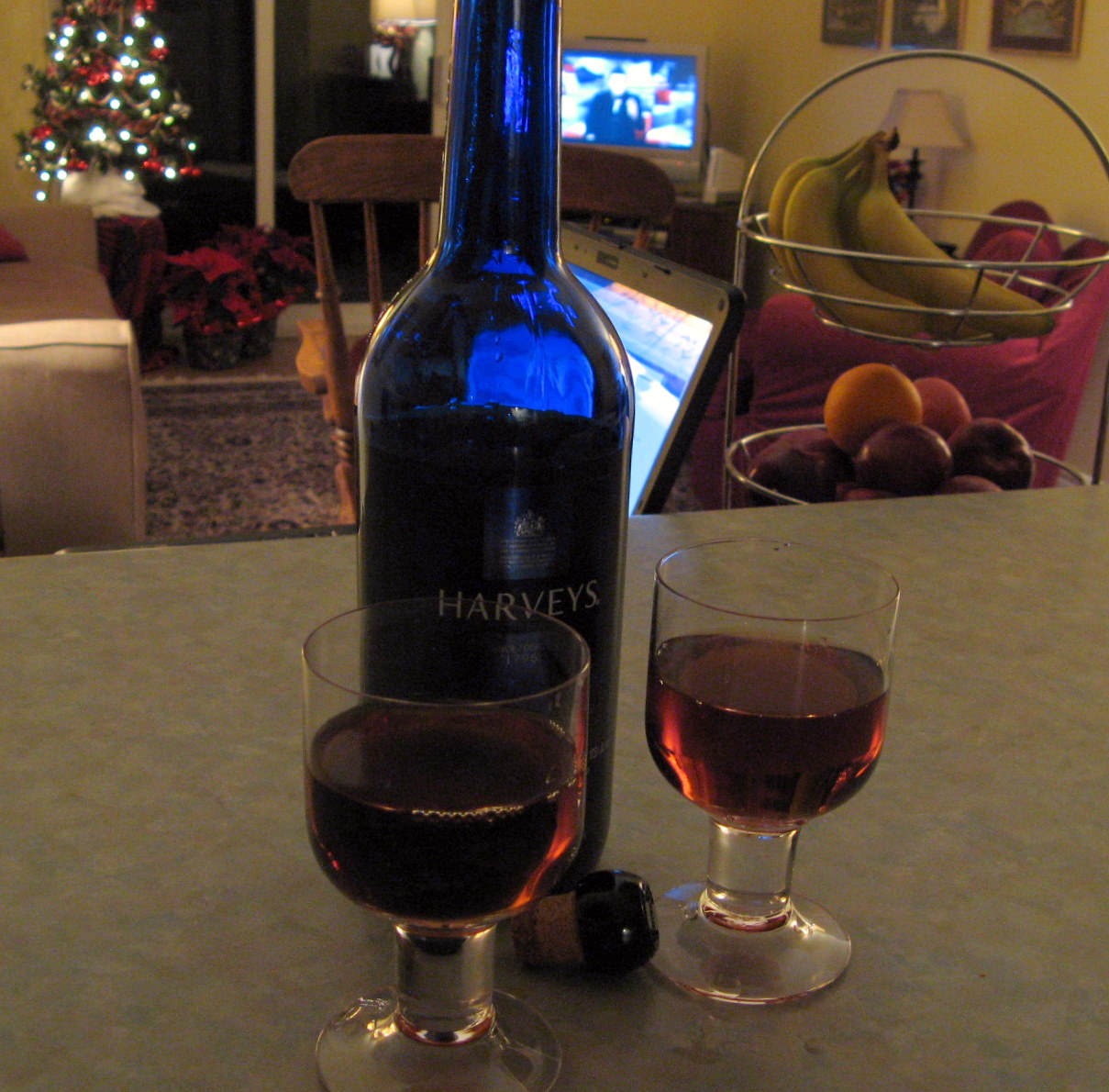
ハーヴェイ社の「ブリストル・クリーム」

## 文化

### 作品中の登場
ヘレス産ワイン/シェリーは多くの文学作品や映画に登場する。イングランド/イギリスの劇作家・小説家ではウィリアム・シェイクスピア、アレクサンダー・フレミング、エドガー・アラン・ポー（『アモンティリヤアドの酒樽』）、ウィリアム・サマセット・モーム（『アンダルシア』など）、チャールズ・ディケンズなどが、スペインの小説家ではベニート・ペレス・ガルドスなどがヘレス産ワイン/シェリーを作品に登場させている。
シェイクスピア作品にもっとも多く登場する酒はヘレス産ワインであり、全作品で44回言及される。『ヘンリー4世』ではフォルスタッフが長々とヘレス産ワインを称賛しており、このセリフがイングランドでのヘレス産ワイン人気に火をつけたといわれている。ワイン業者で美食家のアンドレ・シモンは1931年に『シェイクスピアのワイン』（邦訳:多田稔）を著して、シェイクスピア作品中に登場するヘレス産ワインやマデイラ・ワインなどを考察している。
サマセット・モームは『アンダルシア』第32章で「ヘレスの白は勿論シェリー酒のそれでもあり（中略）その空気はなんともぜいたくな香りがする（中略）ヘレスは酒飲みの楽園である」と書いている。サマセット・モームはスペインの歴史と飲酒文化について随筆『ドン・フェルナンドの酒場で』（邦訳:増田義郎）を書いている。ディケンズの『デイヴィッド・コッパーフィールド』ではサンドイッチとともにシェリーが飲まれ、『エドウィン・ドルードの謎』ではシタビラメのフライ、子牛のヒレカツとともにシェリーが飲まれている。

### ベネンシアドール

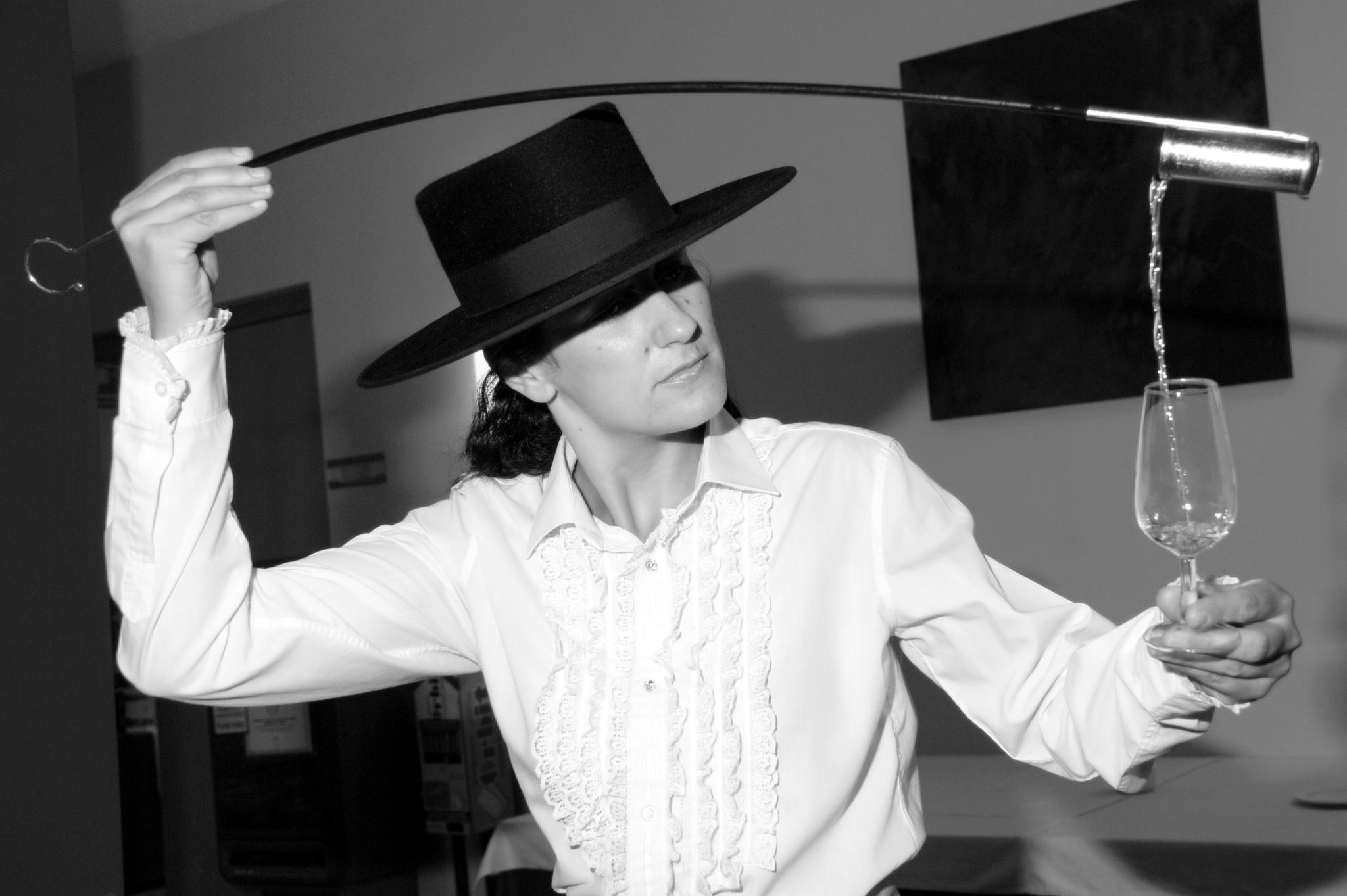
ベネンシアを手に持つベネンシアドール

シェリーの熟成度合いをチェックするテイスターはベネンシアドールと呼ばれる。ワイナリーでの日常的な試飲や、輸出業者との契約時の試飲などの際がベネンシアドールの出番である。約1mの柄に50ml程度のカップが付いた、ベネンシアと呼ばれる柄杓状の道具を用い、フロールの膜をできるだけ壊さずに少量のシェリーを取りだす。ベネンシアはスペイン語の「協定」（avenencia, アベネンシア）に由来する。
かつてのように契約時に使用されることは少なくなったが、日常的な熟成状態の検査の際には現在でも欠かせない。また、現代では祭礼やワインフェアなどで観客にシェリーを注ぐ際のパフォーマンスでもベネンシアドールが活躍している。シェリー原産地呼称統制委員会は2002年からベネンシアドール認定試験を行っており、2014年までに138人が認定されている。

### シェリー樽の他の酒類への利用
シェリーを貯蔵していた樽は、空いた後に他の酒類（ウィスキーや、日本では焼酎も）を入れて熟成させ、甘く芳醇な香りや味をつけるために使われる。

## 文献

### 関連文献
- ゴンザレス・ゴードン, マヌエル・M『シェリー・高貴なワイン』大塚謙一（監訳）、鎌倉書房、1992年。
- シモン, アンドレ『シェイクスピアのワイン』多田稔（訳）、丸善プラネット、2002年。